# Paratheuma rangiroa
Paratheuma rangiroa är en spindelart som beskrevs av Joseph A. Beatty och Berry 1989. Paratheuma rangiroa ingår i släktet Paratheuma och familjen Desidae. Inga underarter finns listade i Catalogue of Life.